# Piet de Ruiter (SP)
Pieter (Piet) de Ruiter (Scheveningen, 21 november 1956) is een Nederlands voormalig politicus. Hij was namens de Socialistische Partij van 2002 tot 2005 lid van de Nederlandse Tweede Kamer der Staten-Generaal.

## Levensloop
Piet de Ruiter werd geboren in Scheveningen. Na de MAVO doorliep hij de studie sociaal en cultureel werk aan de Haagse Sociale Academie, gevolgd door een tweejarige parttime studie maatschappelijk werk. Vanuit zijn woonplaats Leidschendam werkte hij in verschillende functies bij de sociale dienst van gemeente Den Haag. Eerst als bijstands-maatschappelijk werker in zowel achterstandswijken als de rijkere buurten van Den Haag. Vervolgens was hij belast met het opzetten van de jongerenafdeling van de sociale dienst die belast werd met de uitvoering van de JWG. Later werkte hij bij de afdeling schuldhulpverlening.
Vanaf halverwege de jaren zeventig is De Ruiter lid van de SP. Hij stond aan de wieg van afdeling Leidschendam, waar hij van 1990 tot 2001 voorzitter was van de SP-fractie in de gemeenteraad. Onder zijn leiding kwam de partij in 1990 nieuw in de raad en werd in 1994 een winst van één naar vijf zetels geboekt. De Ruiter was in de SP jarenlang districtsvoorzitter en lid van het partijbestuur. Hij werkte de eerste helft van 2002 op het partijkantoor van de SP, waar hij in het campagneteam direct betrokken was bij de Tweede Kamerverkiezingen 2002. Door een zesde plek op de lijst bij deze verkiezingen werd hij in mei 2002 Tweede Kamerlid. Hij hield zich bezig met volkshuisvesting en sociale zaken en hield zijn maidenspeech op 20 juni 2002 over het wetsvoorstel "Gelijke behandeling op grond van handicap of chronische ziekte".
De Ruiter werd bij de Tweede Kamerverkiezingen 2003 herkozen. Vanaf december 2003 was hij door gezondheidsproblemen afwezig. In september 2005 trad hij terug als Kamerlid, waarbij hij werd opgevolgd door Ewout Irrgang. De Ruiter uitte ten tijde van zijn afscheid kritiek op de arbeidsomstandigheden voor de SP-Kamerleden, waarvan volgens hem verwacht werd dat ze honderd tot honderdtwintig uur per week werken. Ook vond hij dat de binnen de SP geldende afdrachtregeling zou moeten worden gemoderniseerd.
Na zijn vertrek uit het parlement woonde hij enige tijd in Delft. Rond 2013 verhuisde hij terug naar Leidschendam, waar hij in 2020 opnieuw voorzitter werd van de SP-afdeling Leidschendam-Voorburg. Nadat hij naar de Noordoostpolder verhuisde, stelde hij zich kandidaat voor de SP bij de Provinciale Statenverkiezingen 2023 in Flevoland.
- Parlement.com: vg9fgopugszi